# Aeroportul Mahendranagar
Aeroportul Mahendranagar (IATA: XMG, ICAO: VNMN) este un aeroport din Nepal ce deservește zona Bhimdatta⁠(d). A fost numit după zona deservită.
Situat la o altitudine de 198 m, aeroportul dispune de o singură pistă.